# Fijenoord
Onder de naam Fijenoord was van 1825 tot 1929 een scheepswerf en machinefabriek gevestigd op het eiland Feijenoord (de latere wijk Feijenoord) in Rotterdam. Het bedrijf werd onder de naam Etablissement Fijenoord opgericht op 10 november 1825. Als onderdeel van de net opgerichte rederij Nederlandsche Stoomboot Maatschappij (NSbM) van stoomschippionier Gerhard Moritz Roentgen was stoomschipreparaties en -onderhoud het eerste doel. Vanaf 1826 werden er ook stoomketels en scheepsonderdelen vervaardigd, later ook complete stoomschepen. In 1895 werd de naam gewijzigd in NV Maatschappij voor Scheeps- en Werktuigbouw Fijenoord. Het bedrijf fuseerde in 1929 met de Wilton's Dok- en Werf Maatschappij tot NV Dok en Werf Maatschappij Wilton-Fijenoord.

## Ontwikkeling
De eerste schepen van de NSbM (opgericht in 1823) werden gebouwd op werven elders in Nederland, met stoommachines besteld bij Cockerill. De bouw gebeurde naar ontwerp van technisch directeur Roentgen. Omdat men in conflict was gekomen met Cockerill besloot de NSbM in 1825 tot oprichting van eigen werkplaatsen voor stoommachine-onderhoud en reparatie. In januari 1826 werd het terrein van het voormalige Pesthuis van de gemeente Rotterdam in huur werd genomen, en kon Etablissement Fijenoord van start.
Het Etablissement groeide spoedig uit tot een complete scheepswerf en machinefabriek met een daaraan verbonden ijzergieterij. Naast scheepsnieuwbouw vervaardigde het stoomketels en stoommachines. Ook hield men zich bezig met de inrichting van stoomfabrieken en korte tijd, van 1839-41, met spinwerktuigen, onder meer voor de Koloniën van Weldadigheid. Op scheepsbouw-gebied wordt gepionierd. Fijenoord slaagt als eerste ter wereld in om een compound-stoommachine als scheepsaandrijving toe te passen. En ook met de bouw van ijzeren binnenvaartschepen is Fijenoord de eerste in Nederland.

Rond 1840 startte de onderneming met de vervaardiging van suikermachinerieën, wat lang een van de specialiteiten bleef. De gieterij was binnen Nederland rond het midden van de 19e eeuw van bijzondere kwaliteit en leverde vanaf 1841 als eerste in het land gegoten molenassen.

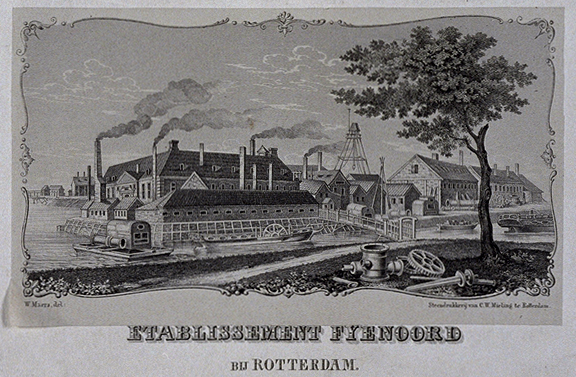
Etablissement Fijenoord in 1850

In 1849 kreeg Roentgen acute gezondheidsproblemen en moest hij zijn functie neerleggen. Het bedrijf telde toen 550 werklieden.Onder Roentgen's opvolger, Jan Willem Louis van Oordt, ontwikkelde de onderneming zich verder. Onder meer met de installatie van rijstpelmolens, de bouw van sleepboten en baggermaterieel en de vervaardiging van gereedschapswerktuigen als schaaf- en boormachines. De personeelsbezetting schommelt, van 900 in 1856 naar 700 à 750 in 1862.
In 1867 moet de opvolger van Van Oordt, David Leonard Wolfson, puin ruimen. Van de 900 werklieden worden 460 ontslagen. De jaren 1870-80 zijn weer gunstig qua personeelsbezetting. De jaren 1880-'90 onder leiding van M.W.M. Visser zijn minder gunstig, hoewel deze zijn relaties met de Marine uit zijn eerdere werkkring meebracht. Wel wordt in 1880 de eerste in Nederland gebouwde pakketboot voltooid, de SS 'Nederland'.  In 1895 werd de naam gewijzigd in NV Maatschappij voor Scheeps- en Werktuigbouw Fijenoord. In 1889 wordt David Croll (1854-1923) directeur van de NV en weet deze in stabiel vaarwater te brengen. Het bedrijf telt dan meer dan 1000 arbeiders (1345 in 1889, 1165 in 1897). Een nieuwe specialiteit worden de pompwerktuigen.

### 20e eeuw
Rond 1900 telde de onderneming ruim 1400 werklieden en omvatte naast de afdeling scheepsbouw (200 werklieden) en aanverwante bedrijven als de spantenloods, stoomhoutzagerij, sloepenloods en de scheepsbeschieters (70 werklieden) een grote afdeling machinebouw met naast de machinewerkplaats annex stelplaats een ketelmakerij (uit 1897, architect  J.S.C. van de Wall), gieterij inclusief modelmakerij en grofsmederij. Er volgden diverse uitbreidingen en vernieuwingen, de scheepsnieuwbouwafdeling leverde tussen 1900 en 1914 jaarlijks 4 tot 10 schepen af: passagiers- en vrachtboten, baggermaterieel, vaartuigen voor Marine en Waterstaat als torpedoboten, loodsvaartuigen en lichtschepen. De bijbehorende stoominstallaties waren in de regel uit eigen bedrijf. Fijenoord ging ook snellopende stoommachines produceren voor elektriciteitsopwekking, waaronder die voor het eigen bedrijf.
In 1929 fuseerde Fijenoord met NV Wilton's Dok- en Werf Maatschappij (gevestigd in Rotterdam-Delfshaven en Schiedam). De fusie-maatschappij kreeg de naam NV Dok en Werf Maatschappij Wilton-Fijenoord. Vanaf 1935 concentreerde Wilton-Fijenoord de activiteiten op de scheepswerf in Schiedam. 

Voorgevel van de werf Fijenoord
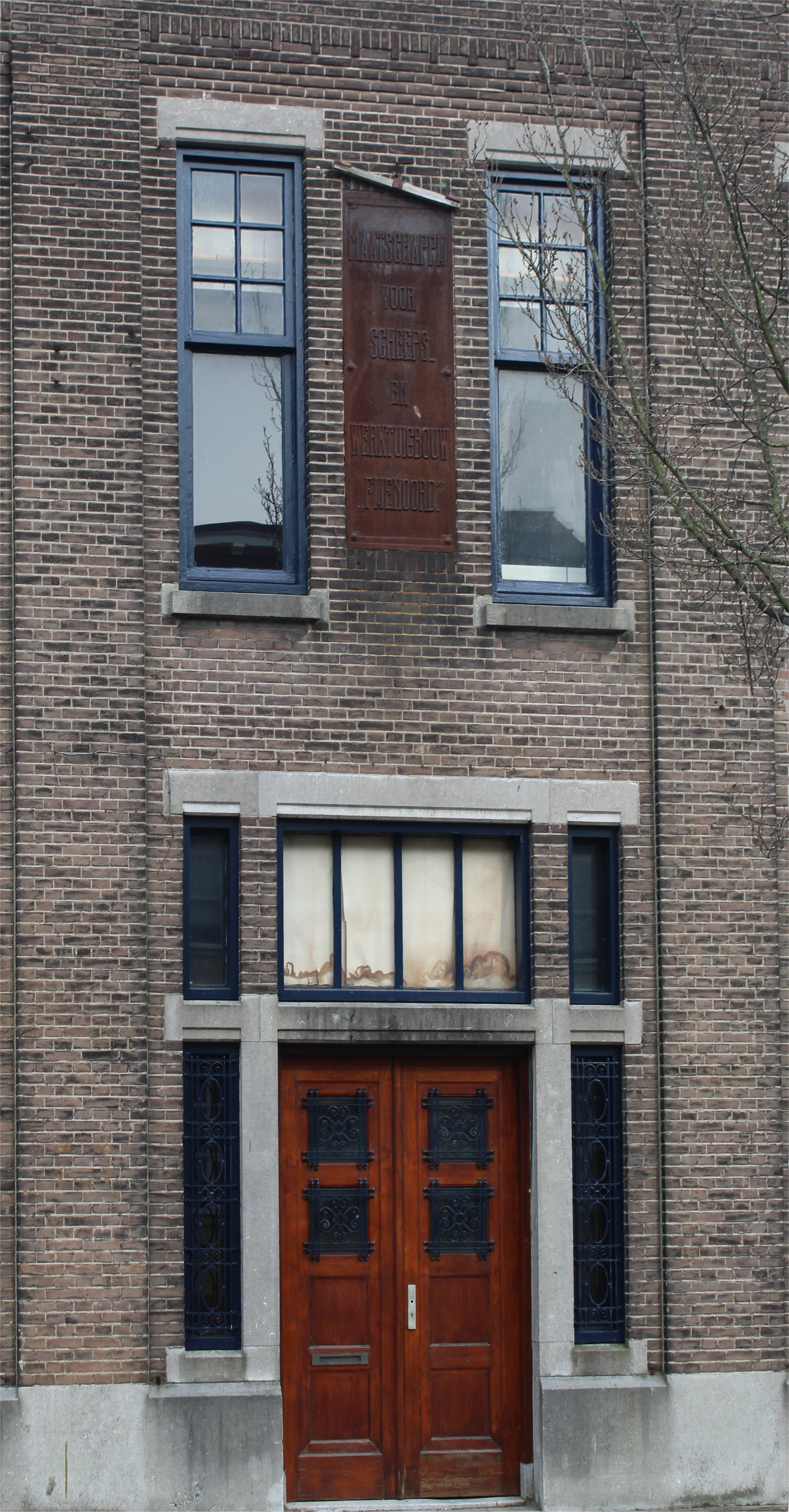
Ingang van het kantoor
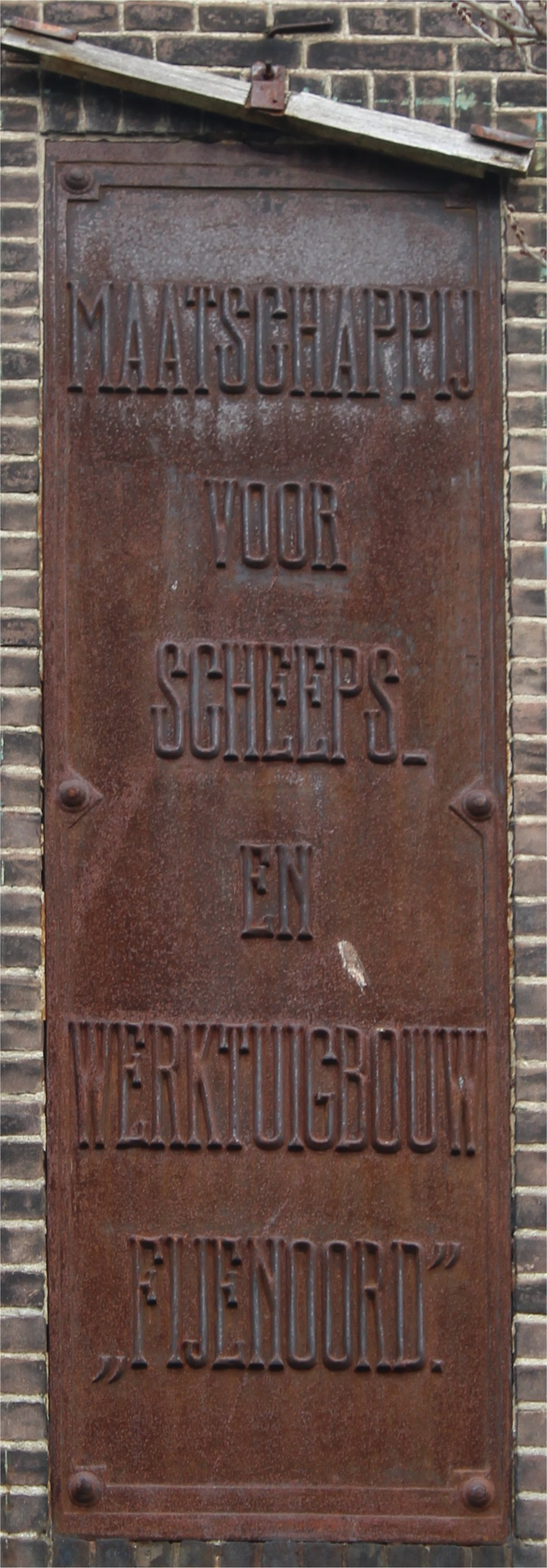
Gevelbord boven de ingang